# Monteverdi (spoorwegen)
De Monteverdi is een internationale trein op het traject Genève - Venetië en is genoemd naar de Italiaanse componist Claudio Monteverdi.

## Eurocity
De Monteverdi was op 31 mei 1987 een van de treinen waarmee het EuroCity net van start ging. De trein was de voortzetting van de InterCity Rialto die tot dan toe de verbinding Genève - Venetië verzorgde. Van 23 mei 1995 tot 12 december 2009 werden de EuroCity's tussen Italië en Zwitserland door Cisalpino geëxploiteerd en droeg de trein de naam "Cisalpino Monteverdi". Daarna kwam de exploitatie weer in handen van SBB.

### Rollend materieel
SBB begon de dienst met een trein bestaande uit Eurofima Z1 rijtuigen, Cisalpino zette de Pendolino kantelbaktrein in op de diensten tussen Italië en Zwitserland. Na de ontbinding van Cisalpino werd de dienst weer overgenomen door SBB. Sinds 1 oktober 2009 zet SBB de ETR 610, ook een kantelbaktrein, in voor de Monteverdi.

### Route en dienstregeling

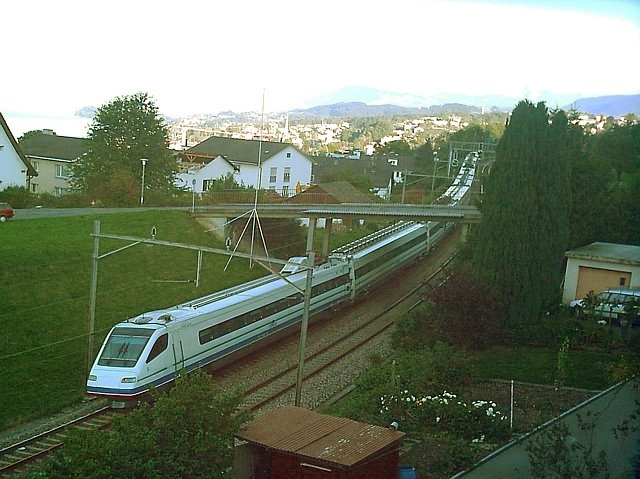
Pendolino (ETR 470) van Cisalpino bij Horgen Oberdorf in 2004

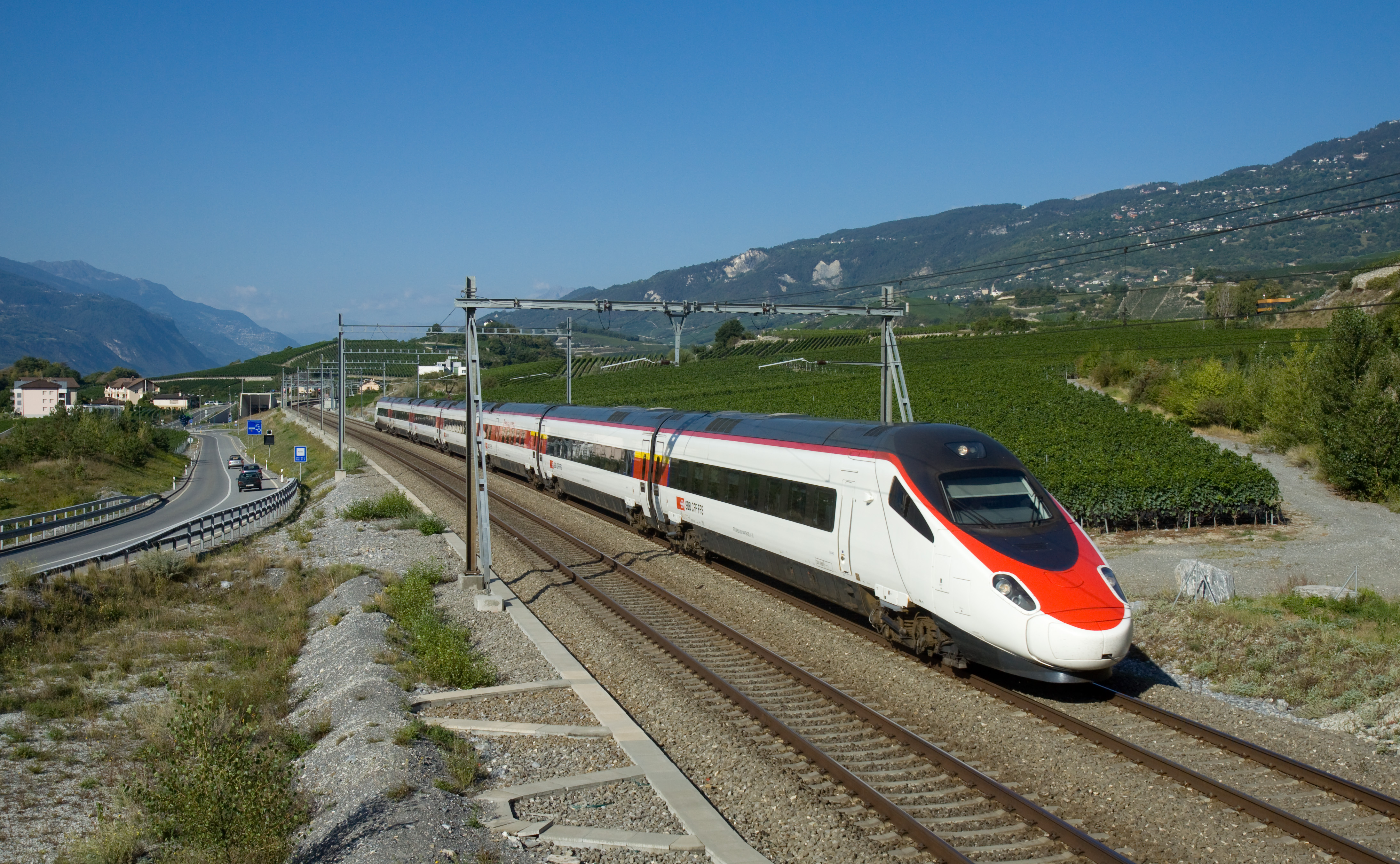
ETR 610 van SBB bij Salgesch in 2011

De dienst startte in 1987 met de treinnummers EC 39 richting Venetië en EC 40 richting Genève. Op 12 december 2004 werden de treinen van Cisalpino op de simplonroute doorlopend genummerd in volgorde van de dienstuitvoering. De trein richting Venetië kreeg toen nummer EC 121, de tegenligger EC 128.
| EC 121 | land        | station            | km  | EC 128 |
| ------ | ----------- | ------------------ | --- | ------ |
|        | Zwitserland | Genève Aeroport    | 0   |        |
|        | Zwitserland | Genève             | 6   |        |
|        | Zwitserland | Lausanne           | 66  |        |
|        | Zwitserland | Montreux           | 91  |        |
|        | Zwitserland | Sion               | 159 |        |
|        | Zwitserland | Visp               | 204 |        |
|        | Zwitserland | Brig               | 213 |        |
|        | Italië      | Domodossola        | 255 |        |
|        | Italië      | Verbania-Pallanza  |     |        |
|        | Italië      | Stresa             |     |        |
|        | Italië      | Arona              |     |        |
|        | Italië      | Gallarate          |     |        |
|        | Italië      | Milano Centrale    | 380 |        |
|        | Italië      | Brescia            | 463 |        |
|        | Italië      | Verona Porta Nuova | 528 |        |
|        | Italië      | Vicenza            | 580 |        |
|        | Italië      | Padova             | 610 |        |
|        | Italië      | Mestre             | 638 |        |
|        | Italië      | Venezia S. Lucia   | 647 |        |

Op 20 juli 2009 volgde opnieuw een nummer wijziging nu in CIS 37 voor de trein naar Venetië en CIS 42 voor de trein uit Venetië. Sinds SBB de exploitatie weer heeft overgenomen rijdt de trein met de nummers EC 37 en EC 42.